# 刘源 (中牟)
刘源，归德府中牟县（今河南省中牟县）人，元朝人物。
刘源母亲吴氏，年已七十余岁，病重不能行走。当时兵乱起火，火势要蔓延到他家，邻里都逃走了，刘源力不能救，于是呼天号泣，冲进屋中去抱母亲，母子都被火所焚烧而死。